# Skála ÍF

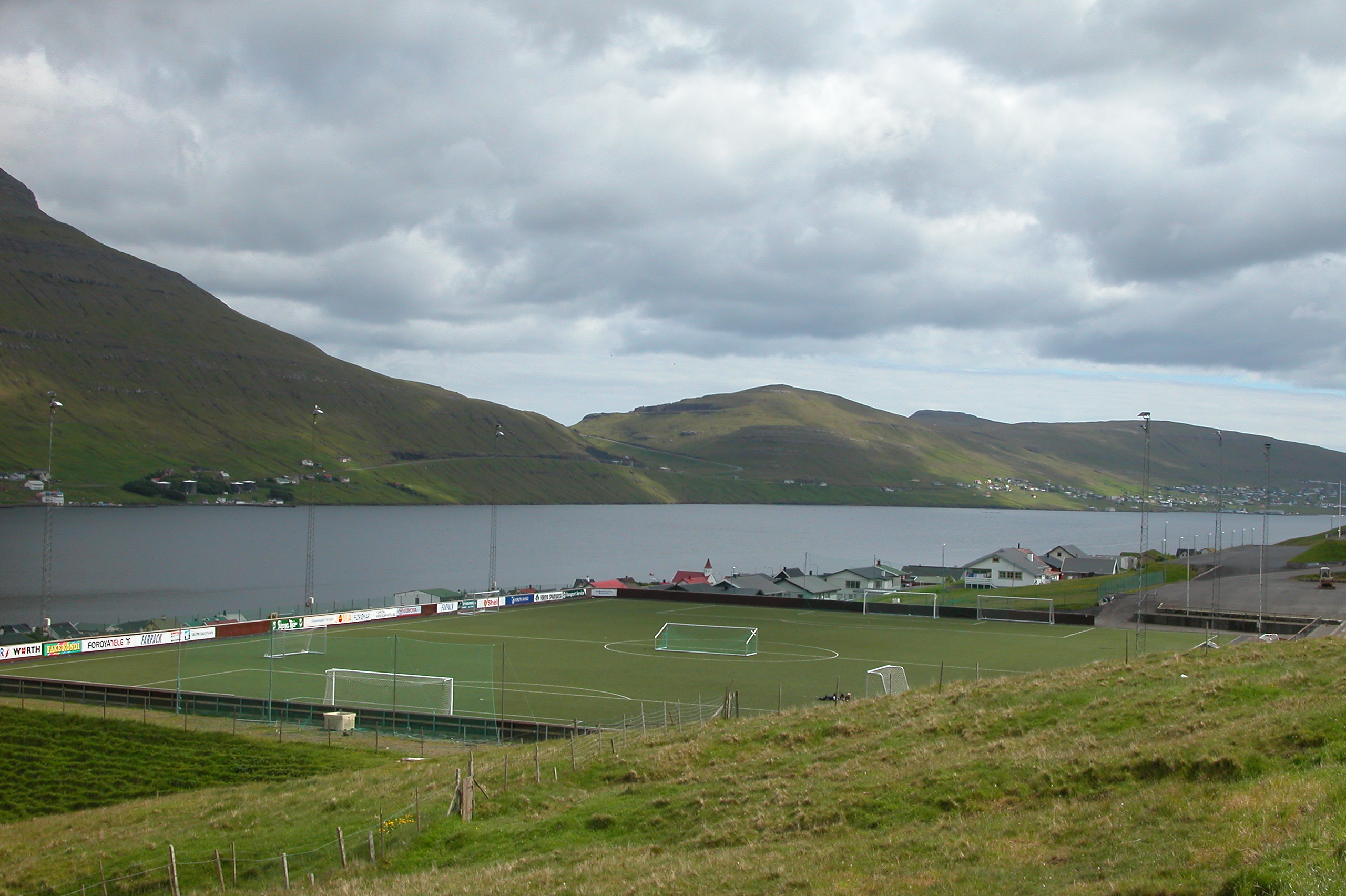
A Skála ÍF pályája, a Skála Stadion

A Skála ÍF (Skála Ítróttarfelag) egy feröeri másodosztályú labdarúgóklub. A csapat pályája egy kis faluban, Skáliban van. A klubot 1965. május 15-én alapították. Történetének legjobb éve 2005 volt, mikor is másodikak lettek a bajnokságban, és így játszhattak az UEFA-kupa 2006/2007-es szezonjában. Az I.K. Start csapata ellen estek ki 0:4-es összesítéssel.

## Nemzetközi kupaszereplés
| Kupasorozat         | Meccsek | Gy | D | V | GR | GK |
| ------------------- | ------- | -- | - | - | -- | -- |
| UEFA-kupa           | 2       | -  | - | 2 | -  | 4  |
| UEFA Intertotó Kupa | 2       | -  | - | 2 | -  | 3  |

## Keret
2008. február 8-i állapot. A vastaggal szedettek feröeri válogatottak.
| #  |         | Poszt | Név                 |
| -- | ------- | ----- | ------------------- |
| 12 | Feröer  | K     | Hans Jørgensen      |
| 1  | Szerbia | K     | Predrag Marković    |
| 22 | Feröer  | V     | Arnhold Berg        |
| 3  | Feröer  | V     | Erland B. Danielsen |
| 19 | Feröer  | V     | Rói Jacobsen        |
| 5  | Feröer  | V     | Rúni Rasmussen      |
| 16 | Feröer  | KP    | Pauli G. Hansen     |
| 6  | Feröer  | KP    | Pætur Dam Jacobsen  |
| 14 | Feröer  | KP    | Jógvan G. Joensen   |
| 4  | Feröer  | KP    | Teitur R. Joensen   |

| #  |         | Poszt | Név                   |
| -- | ------- | ----- | --------------------- |
| 10 | Feröer  | KP    | Alexandur Johansen    |
| 9  | Feröer  | KP    | Poul N. Poulsen       |
| 18 | Feröer  | CS    | Jógvan Berg           |
| 17 | Feröer  | CS    | Bogi Gregersen        |
| 20 | Nigéria | CS    | Obele Okebe           |
| 7  | Feröer  | CS    | Tony Rasmussen        |
|    | Románia | V     | Valeriu Loan Miela    |
|    | Románia | CS    | lin Bálutoiu          |
|    | Feröer  | CS    | Jónhard Frederiksberg |

### Korábbi játékosok
- Gángó András (2016-2018)

### Korábbi edzők
- 2007 – 2008  John Petersen[1]

### Külső hivatkozások
- Hivatalos honlap (feröeri)
- Profil[halott link], Feröeri Labdarúgó-szövetség (feröeri)